# Пташка, Леонид Владимирович
Леони́д Влади́мирович Пта́шка (род. 3 мая 1964, Баку, Азербайджанская ССР) — джазмен, пианист-виртуоз, композитор, один из самых известных израильских русскоязычных музыкантов, который популяризировал джаз в Израиле в 1990-х — начале 2000-х годов. Входит в список 100 лучших джазовых музыкантов XX века по версии Американского биографического института. Сотрудничал с такими джазовыми музыкантами, как Эл Фостер, Херб Альперт, Фредди Хаббард, Валерий Пономарёв, Игорь Бутман, Биг-бенд имени Георгия Гараняна и другими. За свою эмоциональную манеру исполнения и мастерские импровизации был прозван «разрушителем фортепьяно», помимо этого играет на барабанах и мелодионе.

## Детство. Первые шаги в джазе
Родился в 1964 году в Баку, музыкой начал заниматься в четырёхлетнем возрасте, мать работала преподавателем русского языка и литературы, отец был авиаинженером.
Что же касается музыкальной школы, то туда меня отвели мама с бабушкой. Но сделали это вовсе не потому, что каждый нормальный еврейский ребенок должен был обязательно пиликать на музыкальном инструменте. Мама говорила, что тяга к музыке у меня приобретала нездоровые формы с самого раннего детства. Представьте себе трехлетнего карапуза, который в "Детском мире" просит купить не ружье или машину, а трубу, барабан, саксофончик. Дома я все время стучал ложками по холодильнику, отбивая ритм. В какой-то момент родителям надоела эта самодеятельность, и они повели меня учиться.
— Леонид Пташка в интервью MIGNews.com
Впервые Леонид Пташка заиграл перед публикой в 6 лет, тогда он ещё не исполнял джаз, но на сцену вышел с импровизацией. В возрасте 7 лет Пташка уже исполнял концерт Мендельсона с Бакинским симфоническим оркестром.
Когда мне было 8 лет, папа подарил мне пластинку Питерсона, и тогда, послушав, я понял, что это мое. То самое. И называется это джаз. С 8-ми лет это и началось, я подбирал какие-то мелодии, за что неизменно получал по голове от своих педагогов. Это были такие времена, 70-е годы. Тогда было сложно увлекаться джазом.
— Леонид Пташка в интервью NEWSru.co.il
По окончании в 1983 году Бакинского музыкального училища по классу фортепиано поступил в Московский институт им. Гнесиных. В институте первые два курса учился на классического пианиста и композитора, затем перевелся на эстрадно-джазовое отделение, где учился в классе профессора Игоря Бриля, являющегося автором одного из самых популярных джазовых учебных пособий на русском языке.

## Карьера в СССР
После окончания университета в Москве Пташка оказался среди самых востребованных молодых музыкантов, с большим количеством концертов и выездов на Запад. Он был одним из самых выездных музыкантов бывшего Советского Союза и одним из первых, кто побывал на гастролях в Америке как джазовый музыкант.
В 1981 году Леонид Пташка стал первым советским лауреатом международного джазового конкурса, который проходил в Польше, в 1982 году выступил с гастролями в США. Именно тогда ему и предложили остаться в Америке, но он отказался из-за опасений за судьбу родителей. В 1986 занял первое место на конкурсе пианистов-импровизаторов в Вильнюсе и в дальнейшем выступал на многих Советских фестивалях.
К концу 1980-х Пташка уже имел всесоюзную известность, его концерты собирали многотысячную аудиторию, он объездил с гастролями многие страны, параллельно работал на центральном телевидении с Владом Листьевым в программе «Взгляд».

## Репатриация
...Тогда казалось, что все катится в пропасть... "Светлых горизонтов" я тогда в Москве не видел. Тогда залы очень плохо заполнялись, людям было не до музыки.
— Леонид Пташка в интервью MIGNews.com
В 1990 году репатриировался в Израиль, считая, что уже начавшаяся тогда массовая алия из Советского Союза обеспечит его аудиторией и позволит самореализоваться в профессиональном плане, однако, в Израиле музыканту всё пришлось начать практически с нуля.

## Жизнь в Израиле
Адаптация в Израиле была сложной, первое время Леонид Пташка играл ресторанах и барах.
Я не ходил в ульпаны, хотя сейчас мой иврит на очень хорошем уровне. Я очень много работал, очень много. Где только предлагали: в кафе, барах, клубах - везде, где платили. Я не гнушался любой работы, надо было зарабатывать деньги, налаживать связи, общаться. Начал придумывать всякие фестивали, проекты. Бывали случаи, когда я приходил на какие-то музыкальные комиссии и встречал там людей, которые в биографии писали – "играл с Леонидом Пташкой". Очень много сил ушло на то, чтобы разобраться в том, как это все здесь работает… Многое происходило благодаря помощи моих российских друзей, они приезжали совершенно безвозмездно, чтобы участвовать в организованных мной фестивалях. Это и были мои первые проекты в 92-м, 93-м годах.
— Леонид Пташка в интервью NEWSru.co.il

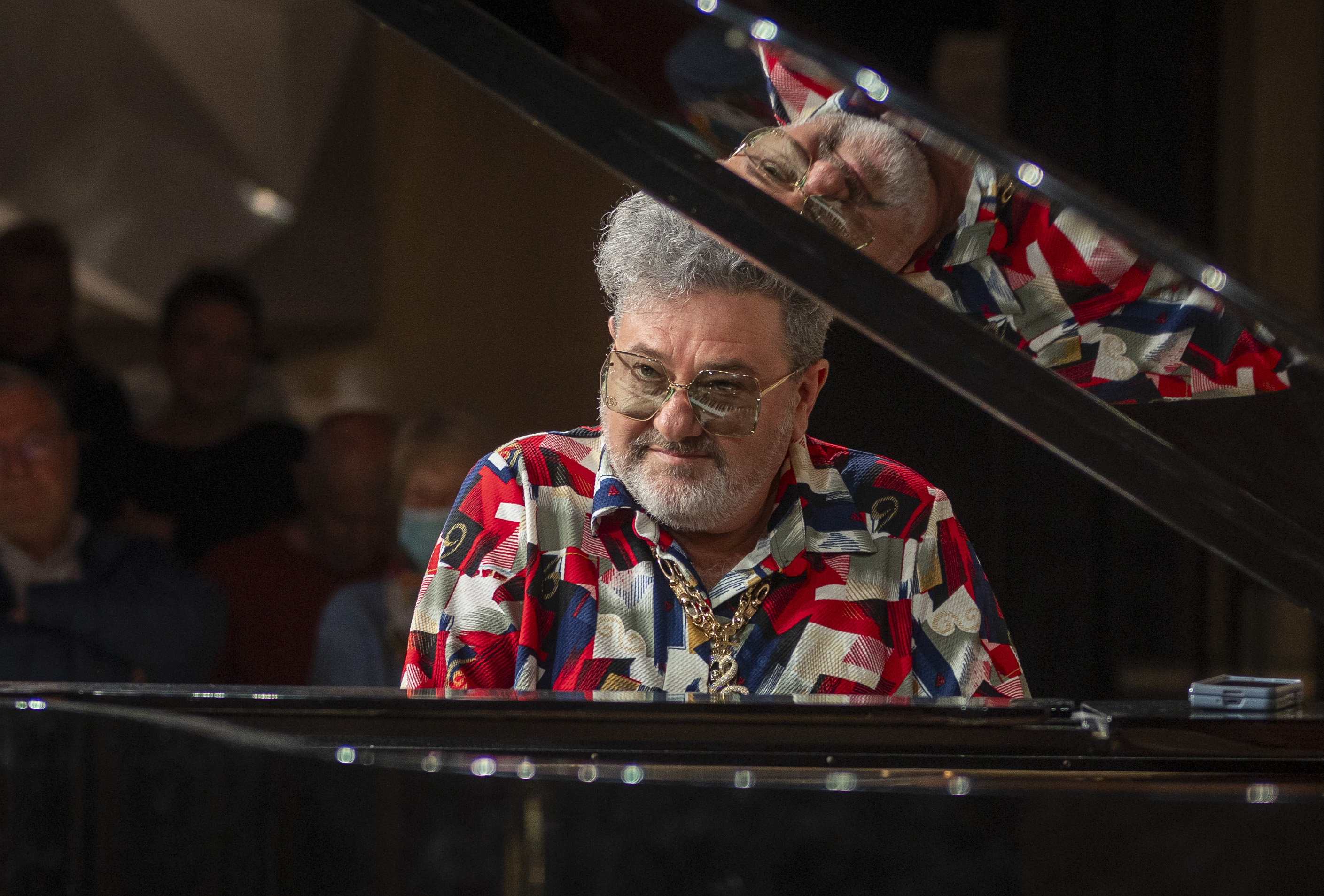
Леонид Пташка. Израиль 2024

В 1994 году Пташка организовал первый джазовый фестиваль в Ашдоде. Через три года он вновь стал приезжать в Россию и принимать участие в международных фестивалях. Благодаря росту его популярности в России и СНГ, в 2000 году Пташку пригласили в Америку играть джаз в Белом Доме (тогда же Американский биографический институт внес его имя в список лучших джазовых музыкантов XX века).
На своей исторической родине Леонид Пташка долгое время не мог добиться признания, в 2002 году мэрия Ашдода отказалась оказывать поддержку в проведении фестиваля, после чего он был перенесен в другие города, а затем заграницу. В 2009 году международный фестиваль джаза «SuperJazz» вновь состоялся в Ашдоде благодаря поддержке нового вице-мэра Бориса Гитермана.
Параллельно Леонид Пташка инициировал открытие джазового отделения при консерватории «Акадма», стал также преподавать в тель-авивской консерватории им. Штрикера, открыл частную музыкальную школу, некоторое время вёл телепередачу «Вечерняя Пташка», транслировавшуюся на канале RTVi.
В 2003 году получил медаль Кнессета в знак признания его достижений и заслуг перед Израилем.

## Личная жизнь
Первая супруга Леонида Пташки — израильская русскоязычная журналистка. После репатриации супруги поселились на съемной квартире в Холоне, но вскоре развелись.
В 2005 году, отвечая на вопрос о своих отношениях с женщинами в интервью Mignews.com, заявил: «Был такой период, увлекался, импровизировал. Сейчас перестал, времени нет. У меня сейчас третья и любимая жена. Семья у меня замечательная. Дети — тоже замечательные. Дочери три года, сыну — полтора. Моя жена сделала в Израиле замечательную карьеру, она сегодня играет одну из ведущих ролей в рекламном бизнесе».

## Стиль исполнения. Собственные сочинения
Рояль - это живое существо. Из него выходят звуки, он тоже разговаривает с тем, кто на нем играет. То, что называется вдохновением, - это, скорее, способность музыканта быть открытым для разговоров с инструментом, на котором он играет. Если ты к этому не готов, тогда и никакого общения не получится.
— Леонид Пташка в интервью MIGNews.com
Стиль Леонида Пташки относится к фриджазу, в котором переплетаются как этнический джаз, так и импровизационный джазовый мейнстрим. Крайняя эмоциональность, высокий темп игры, а также постоянное общение с залом во время концертов составляют основу его стиля. Игру Пташки отличают динамическое развитие формы, диалог с роялем, спонтанность, естественность и экспрессия, за которые его и называют «разрушителем фортепьяно». Выступая с сольными фортепианными программами по всему миру, он играл Реситали в крупнейших концертных залах мира: Карнеги-Холле (Нью-Йорк, 1988), зале Бостонского университета (1988), Национальном музее искусств (Лос-Анджелес, 1989), зале им. Чайковского (1986, 1987, 1988) и многих других.
Помимо аранжировок непосредственно джазовых произведений (таких, как, например, «Другой Гершвин») заслуживают внимания и такие его циклы произведений, как «Другая Классика» (джазовые кавер-версии сочинений Моцарта, Баха, Бетховена, которые Леонид Пташка исполняет совместно с симфоническим оркестром) и «Другой Битлз» (джазовые кавер-версии Come Together, Michelle, Yesterday и др.).
Визитными карточками Пташки являются несколько произведений, среди которых Whirlwind — «Вихрь» (композиция, в основе которой лежит ритмика еврейских напевов) и Hot Pepper Blues — «Блюз острого перца» (композиция, написанная под впечатлением от остроты мексиканских специй). Все эти сочинения вошли в сборник 2005 года под названием «Leonid Ptashka and Jazz Friends», в записи которого также принимали участие Джон Ньюджент, Эл Фостер, Монти Уотерс, Майкл Блам и участники квартета Леонида Пташки — Валерий Липец и Евгений Майстровский.
Леонид Пташка ежегодно даёт около 200 концертов по всему миру, оставшуюся часть времени, по его словам, он «проводит в полётах и на репетициях».

## Дискография
- Полёт фантазии (1984)
- The way to anywhere (1988)
- Kaminsky trio plays Ptashka (1996)
- Восточный ветер (1999)
- Leonid Ptashka & Jazz Friends (2005)